# 吳冠中
吴冠中（1919年8月29日—2010年6月25日），號荼，男，江苏宜興人，中國畫家，藝術教育家，是首位獲選法蘭西學院藝術院通訊院士的中國籍藝術家。吳冠中畢業于國立藝術專科學校，油畫師從方幹民和吳大羽，國畫師從潘天壽。吳冠中是二十世紀現代中國藝術的代表性人物，終生致力於油畫民族化及中國畫現代化之探索，獨創的「彩墨畫」獨樹一幟，與朱德群和趙無極被譽爲「留法三劍客」。

## 生平
1919年，吳冠中出生在江蘇宜興縣閘口鄉北渠村。高小畢業後，吳冠中進入無錫師範初中部，成績優異，幾乎每學期都獲得江蘇省教育廳的清寒學生獎學金。
1934年，吳冠中懷揣著工業救國的理想，考入浙江大學代辦的省立工業職業學校電機科。讀完第一年后，全國大學和高中一年級生須利用暑假集中軍訓三個月，吳冠中和國立杭州藝術專科學校預科的朱德群被編在同一個連。在朱德群的影響下，吳冠中下定決心放棄電機專業轉學入藝專。
1936年，吳冠中進入國立藝專，受教於方幹民、李超士以及潘天壽等老師。吴冠中同時受到林風眠和吳大羽的等其他老師的影響。
後來，抗日戰爭開始，國立藝專多次遷校，吳冠中隨學校撤離杭州，經諸暨、江西龍虎山、長沙、常德，一直到湖南沅陵，再到昆明。後來越南戰局危及昆明，學校又從安江村搬遷四川璧山縣。期間，吳冠中因為崇拜潘天壽一度轉入中畫系，但後來又轉回西畫系。
1943年，吳冠中畢業，并在畢業後到了到沙坪壩重慶大學建築系任助教，教素描和水彩。期間，吳冠中認識了朱碧琴，即後來的妻子。
1946年，當時的國民政府教育部選派留學生赴歐美留學，一百數十名留歐、美公費生中有兩個留法繪畫的名額。吳冠中以全國繪畫專業第一名的成績，取得公費留學法國的資格。同年，與朱碧琴在南京結婚。
1947年夏，吳冠中等幾十名留學生搭乘郵輪「海眼」號飄洋過海。同年秋，長子可雨在宜興出生。
1951年夏，吳冠中回國，不久便遇上了文藝整風運動，他被批成了「資產階級形式主義堡壘」，從法國學來的人物畫更是被批判為「醜化工農兵」，是從資本主義國家留學回來的「資產階級知識分子」，滿身是毒素，也被迫創作連環畫、宣傳畫、年畫等。
1953年，任清華大學建築系任副教授、1956年北京藝術學院成立任油畫教研室主任，副教授，1964年調至中央工藝美術學院任教。

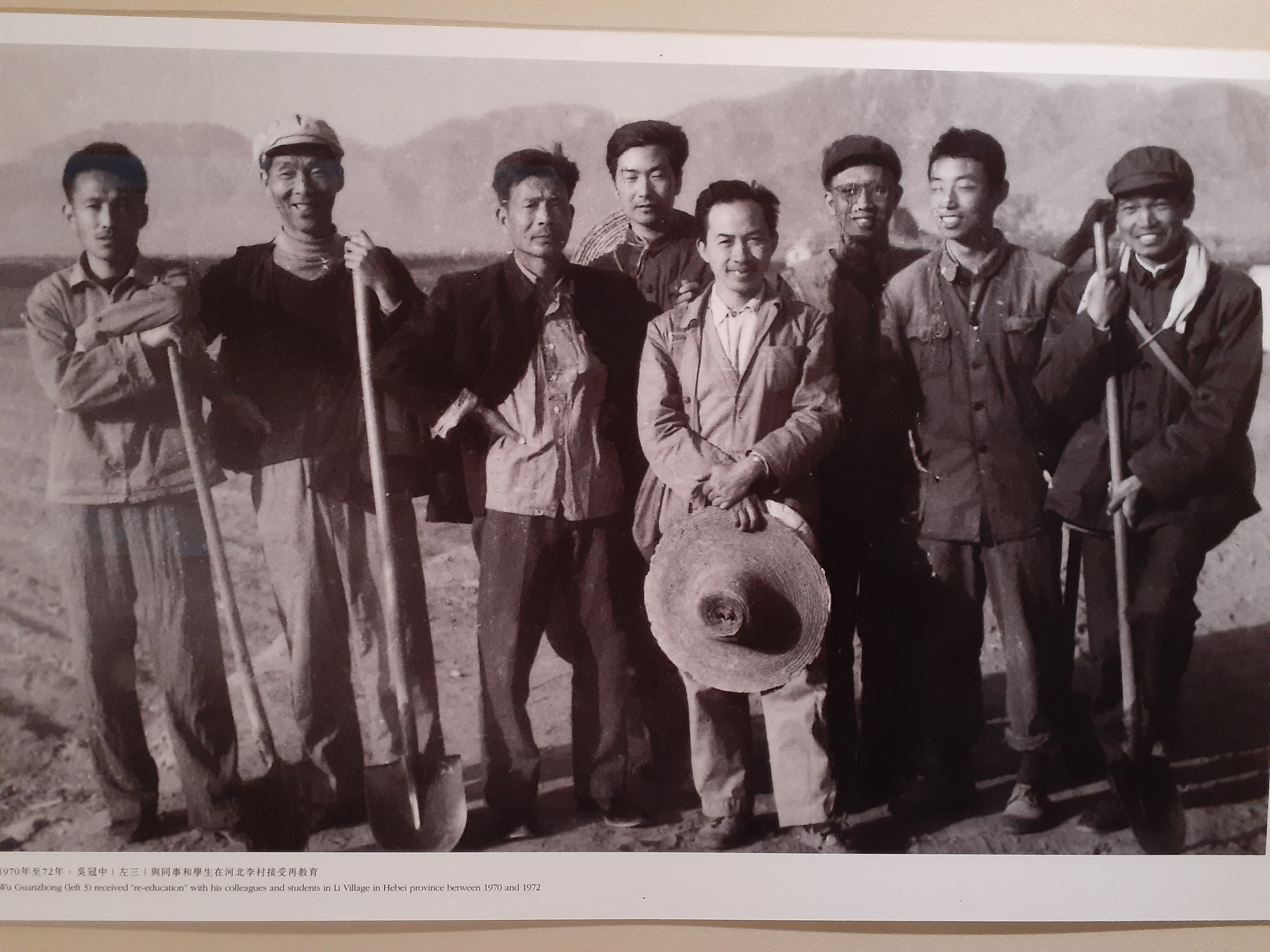
文革期间，吴冠中（左三）与同事及学生在河北接受再教育

1970年，文化大革命期間被下放到河北農村勞動。1973年，調回北京參加「賓館畫」創作。
1978年，中央工藝美術學院主辦《吳冠中作品展》，這是他回國後首次個人作品展。
1979年，被選為中國美術家協會常務理事，1985年當選全國政協委員，1994年當選為全國政協常務委員。1995年中國油畫學會在北京成立，被推選為學會名譽主席。
1991 年，获法國文化部頒授的「藝術與文學勳章」。
2002年，獲選為法蘭西學院藝術院（Académie des Beaux-Arts de l'Institut de Fance）通訊院士（Correspondant），是法蘭西學院成立近二百年來獲得通訊院士榮譽的首位亞洲人。（學院永久院士為趙無極與朱德群，朱為首位獲院士榮譽的亞洲人）。
2006年12月7日，香港中文大學向吳冠中頒授榮譽文學博士學位。
2010年6月25日23點52分，吳冠中肺癌轉移，北京醫院逝世，享年91歲。

## 作品

### 油畫

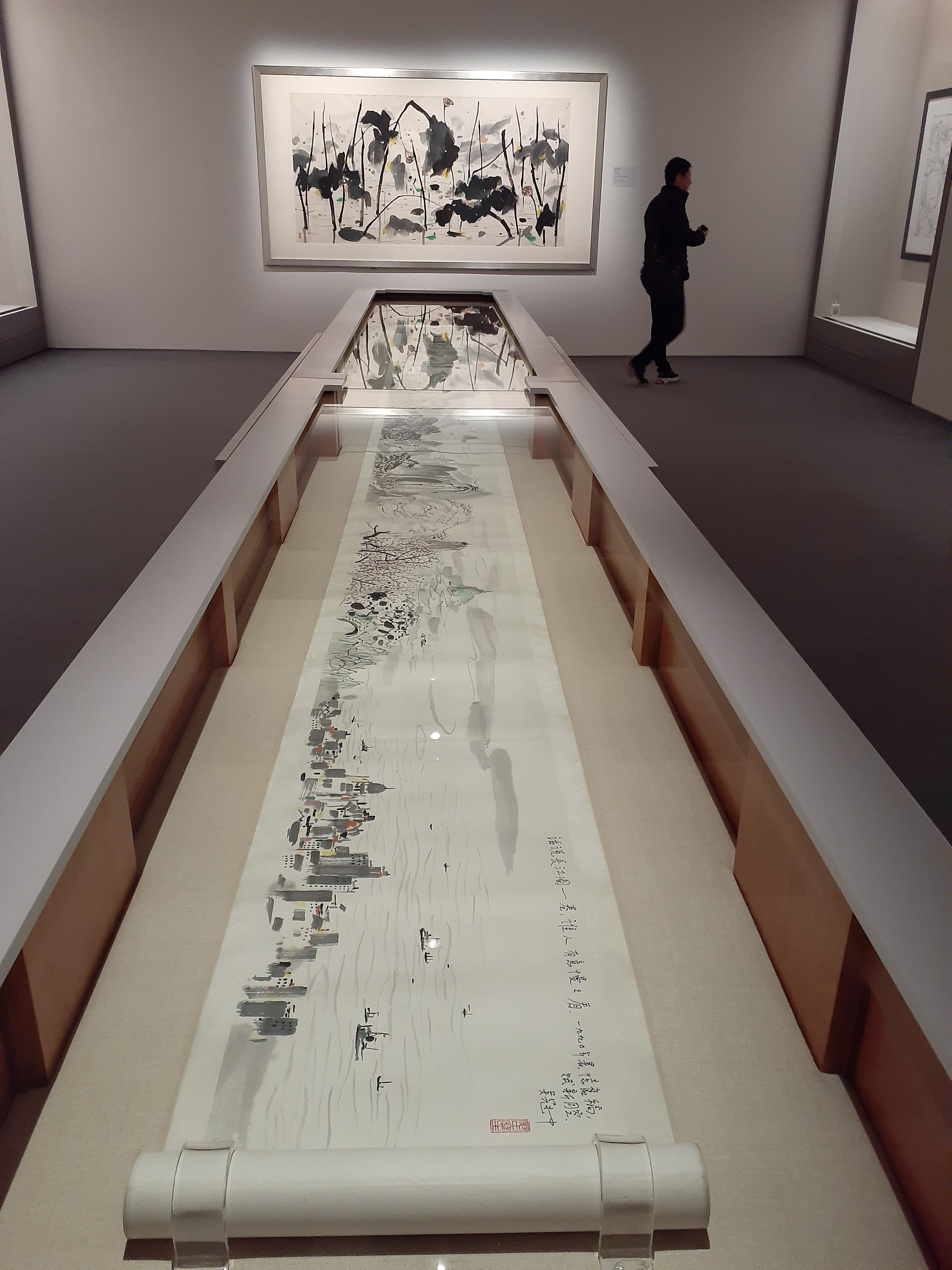
吴冠中作品

2016年4月4日，吳冠中的油畫作品《周莊》在保利香港2016年春拍《中國及亞洲現當代藝術》專場上以2.36億港元成交，創造吳冠中本人作品的拍賣紀錄的同時也刷新了中國現當代油畫的拍賣紀錄。

### 國畫
《北國風光》，原為李瑞環收藏後于2009年11月拍賣出2700萬元人民幣。
《獅子林》，于2019年6月2日中國嘉德北京春拍中以1.43億元人民币成交。

### 著作
- 《永无坦途：吴冠中自述》[13]
- 《我负丹青: 吴冠中自传》[14]
- 《吴冠中绘画笔记》[15]

### 展覽
- 1989年三藩市中華文化基金會舉辦個展[7]
- 1992年在倫敦大英博物館舉辦個展
- 1995年香港藝術館舉辦個展
- 1997年台北國立歷史博物館為其舉辦講座及個展。

### 捐贈

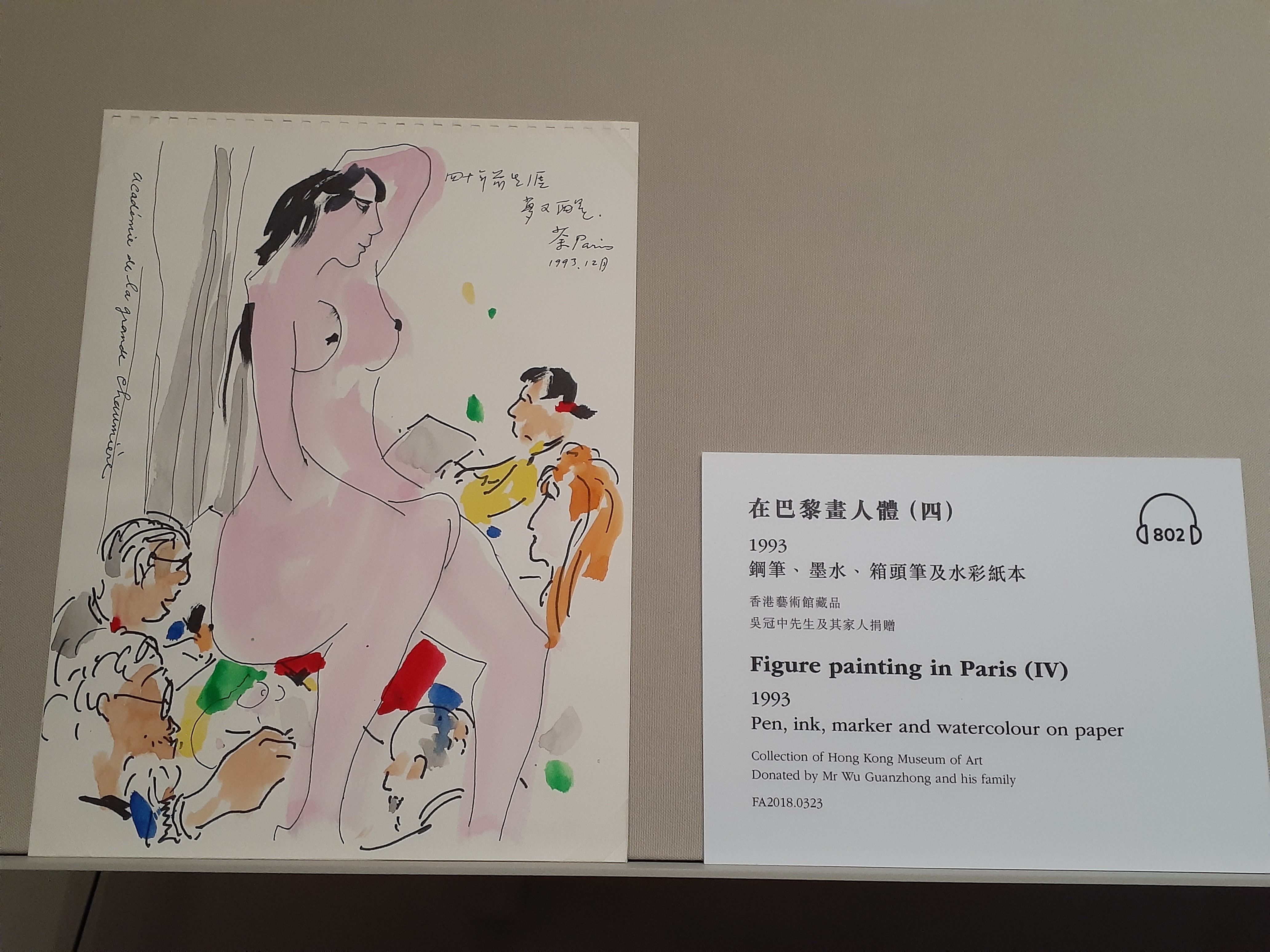
吴冠中作品《在巴黎画人体》

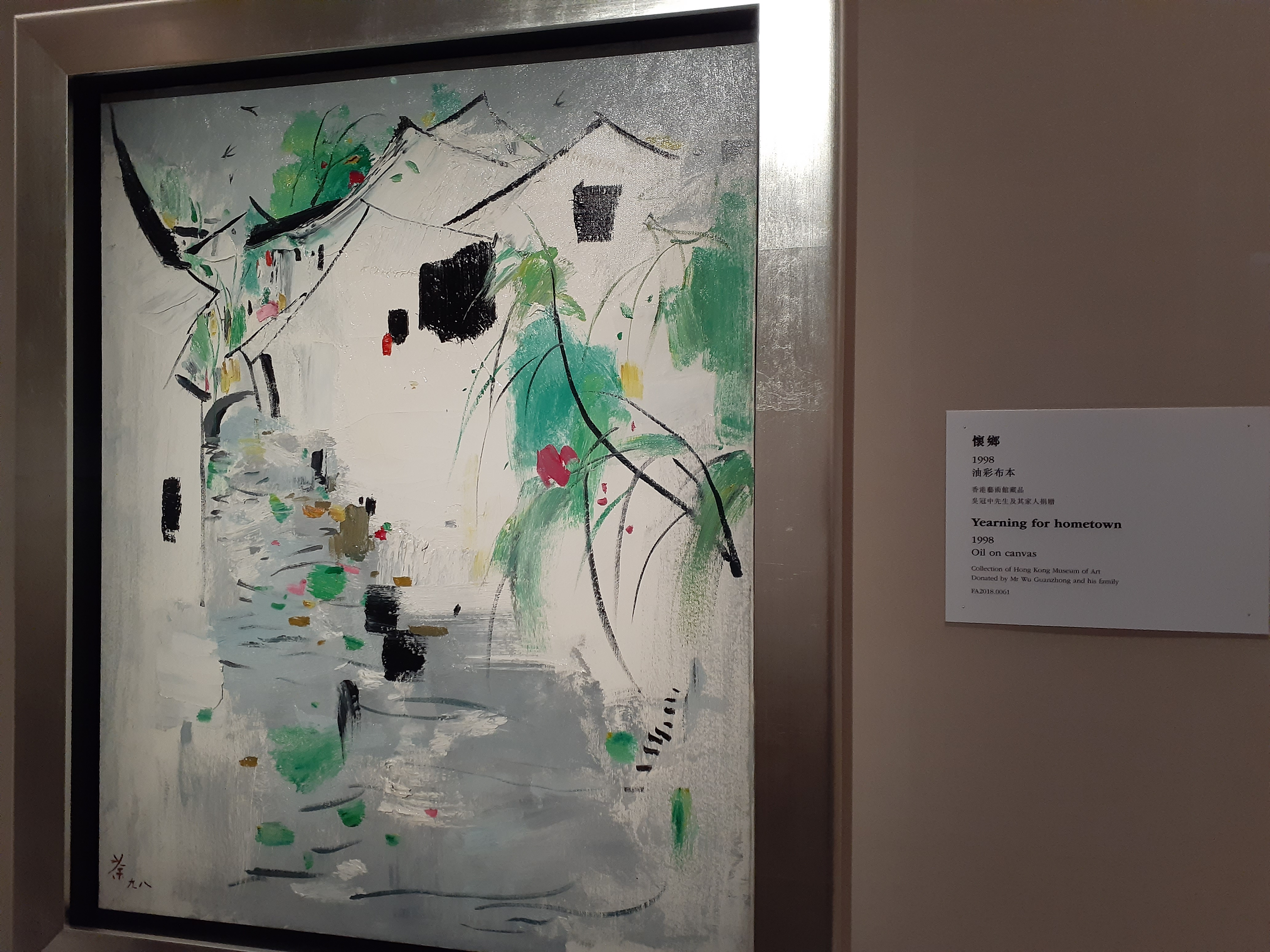
吴冠中作品《怀乡》

1999年，吳冠中向中國美術館捐獻了10幅作品。
2008年，吳冠中把得意之作《一九七四·長江》捐贈給了故宮博物院。
上海美術館、浙江省人民政府及他的母校中國美術學院也收到過他捐贈的不少作品。
2008年，他將113幅作品捐獻給新加坡美術館。
吳冠中及其家人曾先後共6次捐贈作品及個人文獻予香港藝術館，現累計捐贈達450多項：
- 1995年，吳冠中捐贈了兩幀水墨作品予該館。
- 2002年，吳冠中再捐出12幅油畫、水墨及手稿，其中包括被他稱為平生最具代表性的經典之作《雙燕》，以及首次公開示範即席創作的《速寫維港》。
- 2009年，他第三次捐贈油畫及水墨作品共33幅予該館.
- 2010年，吳冠中臨終前捐出了5幅作品予香港藝術館。
- 2014年，香港藝術館獲吳冠中家人捐贈25幅畫作。[18]
- 2018年，香港藝術館獲吳冠中家人第六次捐贈畫作及個人文獻。直至當時，吳氏本人及其家人對香港藝術館的捐贈已累積達450多項，連同藝術館早期購入的兩幅畫作及私人收藏家的捐贈，香港藝術館成為擁有吳冠中作品最多及最豐富的藝術機構。[19]

2024年3月，香港藝術館獲吳冠中兒子吳可雨無償捐贈一億港元，設「吳冠中藝術贊助」專項基金，支持推廣吳冠中及中國近現代藝術相關的作品。

## 評價
- 陳丹青在一篇回憶吳冠中的散文里曾這樣描述吳冠中：「及後漸漸看到過去的資料和影像，才知道吳先生上台全是民國左翼青年的講演遺風，慷慨激昂，不容分說，仿佛正在民族危亡抗戰動員之際。新世紀初那次訪他，他已八十出頭，家居清談，仍然神色剛正，用詞肯定，確信自己的每一句話，跡近論辯的模樣。他的面相本來清癯而決然，說到快意處，總有斬釘截鐵之勢，像是生了氣似的。」[21]
- 莫言曾説道：「吳冠中先生說他平生最崇拜三個人，一個是魯迅，一個是梵高，一個是他太太。魯迅給他思想，梵高給他藝術的革命性，他夫人保證了他的後勤。他說「一百個齊白石比不上一個魯迅」，實際上是藝術家的極端之言，為了強調美術家也應該具有思想的重要性。有個性的藝術家會下很多斷語，千萬不要一再地摳字眼，他就是表達一種強烈的情緒，因此才把話說得絕對，語不驚人死不休！如果吳先生不是這麼說，人們能記住嗎？比如吳先生說：“畫家也要讀文學啊！文學很重要啊！”說完，大家就忘了。他一說「一百個齊白石比不上一個魯迅」，全都記住了。他還說「筆墨等於零」，也是為了強調，他怎麼不知道筆墨不等於零呢？這是一句極端的話，不能拿字眼來摳，因為偉大的美術作品同樣是不可比擬的。」[22]
- 王承昊在《傳統之根——試論趙無極、 朱德群、 吳冠中的中國藝術精神》一文中寫到：「趙無極、朱德群、吳冠中......先後進入杭州國立藝專學習時，正值學校的鼎盛時期。校長林風眠以蔡元培「思想自由，兼容並包」的辦學宗旨廣納賢才，這裡既有像潘天壽這樣傳統功力深厚的國畫大師，也有像吳大羽、方幹民這樣深通西方現代繪畫藝理的著名畫家，這使得他們在校的學習能在一個容納中西、開闊視野的學術環境下，吸收中西文化的精髓......林風眠、潘天壽、吳大羽、方幹民等藝術教育的形式與思想更深深影響了當時的朱德群、 趙無極、吳冠中。探尋西方藝術之源成為三人共同的夢想。」[23]
- 劉鉞在《左杭州、右巴黎—西湖畫派六人集論》一書中將林風眠、吳大羽、方幹民、趙無極、朱德群和吳冠中六人作為一個畫派—「西湖畫派」。[24]

## 外部連結
- 维基共享资源上的相關多媒體資源：吳冠中